# シーザー・オーガスタス・ロドニー

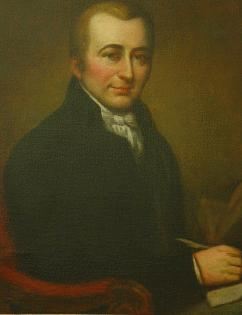
シーザー・オーガスタス・ロドニー

シーザー・オーガスタス・ロドニー（Caesar Augustus Rodney, 1772年1月4日 - 1824年6月10日）は、アメリカ合衆国の弁護士、政治家。民主共和党に所属し、デラウェア州下院議員、デラウェア州上院議員、アメリカ合衆国下院議員、アメリカ合衆国上院議員、アメリカ合衆国司法長官、在アルゼンチンアメリカ合衆国全権公使を務めた。

## 生い立ち
1772年1月4日、ロドニーはデラウェア植民地ドーバーにおいて、政治家トマス・ロドニーとエリザベス・フィッシャー (Elizabeth Fisher) の息子として誕生した。ロドニーは1789年にペンシルベニア大学を卒業した。ロドニーはフィラデルフィアのジョセフ・マッキーンの下で法律を学び、1793年に弁護士として認可を受けた。ロドニーはウィルミントンとニューキャッスルで弁護士業をおよそ3年間営んだ。ロドニーは大尉ジョン・ハンの娘スーザン・ハン (Susan Hunn) と結婚し、ウィルミントンの邸宅「クール・スプリングス」に居住した。

## 議会議員職
ロドニーは1797年の会期から1802年の会期までの6期6年、デラウェア州下院議員を務めた。ロドニーは民主共和党内で指導的役割を果たした、1802年の連邦下院議員選挙ではトーマス・ジェファーソンの支援を受けて、連邦党の対立候補ジェイムズ・ベイヤードに15票差で薄氷の勝利を収めた。連邦下院においてロドニーは下院歳入委員会に所属した。
ロドニーは1803年3月4日から1805年3月3日までアメリカ合衆国下院議員を1期2年務めた。1804年の連邦下院議員選挙ではベイヤードに敗北した。

## 司法長官
1807年1月20日、トーマス・ジェファーソン大統領はロドニーをアメリカ合衆国司法長官として任命した。ロドニーは前副大統領アーロン・バーの反逆罪裁判に検察当局のメンバーとして参加した。ロドニーは1811年12月5日に司法長官を辞任した。
米英戦争が起こると、ロドニーはデラウェア州第1砲兵隊に参加し、ライフル部隊で大尉を務めた。ロドニーはウィルミントンのユニオン要塞、続いてカナダとの国境付近で任務に当たり、1814年にボルチモアの防衛を担当した。

## 晩年
1815年、ロドニーは政界へ復帰し、デラウェア州下院議員を1817年まで務めた。1820年、ロドニーは再びアメリカ合衆国下院議員に選出され、1821年3月4日に着任した。ロドニーはその後アメリカ合衆国上院議員に選任され、1822年1月24日に転任した。ロドニーは1823年1月29日に外交職を受理するため上院議員を辞任し、アルゼンチンに全権公使として赴任した。

## 死とその後
1824年6月10日、ロドニーは公使在職中に、アルゼンチンのブエノスアイレスで死去した。ロドニーの遺体はブエノスアイレス市内のヴィクトリア地区にあるイギリス人墓地に埋葬された。ロドニーの遺体はその後1923年にチャルカリタ地区のイギリス人墓地に移された。

## 公職歴
| 職名                   | 区分   | 場所             | 選出   | 着任          | 離任          | 備考         |
| ---------------------- | ------ | ---------------- | ------ | ------------- | ------------- | ------------ |
| デラウェア州下院議員   | 立法府 | ドーバー         | 1796年 | 1797年1月3日  | 1798年1月2日  |              |
| デラウェア州下院議員   | 立法府 | ドーバー         | 1797年 | 1798年1月2日  | 1799年1月1日  |              |
| デラウェア州下院議員   | 立法府 | ドーバー         | 1798年 | 1799年1月1日  | 1800年1月7日  |              |
| デラウェア州下院議員   | 立法府 | ドーバー         | 1799年 | 1800年1月7日  | 1801年1月6日  |              |
| デラウェア州下院議員   | 立法府 | ドーバー         | 1800年 | 1801年1月6日  | 1802年1月5日  |              |
| デラウェア州下院議員   | 立法府 | ドーバー         | 1801年 | 1802年1月5日  | 1803年1月4日  |              |
| アメリカ合衆国下院議員 | 立法府 | ワシントンD.C.   | 1802年 | 1803年3月4日  | 1805年3月3日  | 大選挙区     |
| アメリカ合衆国司法長官 | 行政府 | ワシントンD.C.   |        | 1807年1月20日 | 1811年12月5日 |              |
| デラウェア州上院議員   | 立法府 | ドーバー         | 1814年 | 1815年1月3日  | 1818年1月6日  |              |
| アメリカ合衆国下院議員 | 立法府 | ワシントンD.C.   | 1820年 | 1821年3月4日  | 1822年1月22日 | 第2選挙区    |
| アメリカ合衆国上院議員 | 立法府 | ワシントンD.C.   |        | 1822年1月10日 | 1823年1月29日 | 第1部        |
| アメリカ合衆国全権公使 | 行政府 | ブエノスアイレス |        | 1823年1月29日 | 1824年6月10日 | アルゼンチン |

### 選挙結果
| 年     | 職名                   |  | 所属政党   | 得票  | %   |  | 対立候補               | 所属政党 | 得票  | %   |
| ------ | ---------------------- |  | ---------- | ----- | --- |  | ---------------------- | -------- | ----- | --- |
| 1802年 | アメリカ合衆国下院議員 |  | 民主共和党 | 3,421 | 50% |  | ジェイムズ・ベイヤード | 連邦党   | 3,406 | 50% |
| 1804年 | アメリカ合衆国下院議員 |  | 民主共和党 | 4,038 | 48% |  | ジェイムズ・ベイヤード | 連邦党   | 4,398 | 52% |